# Кундзиньш, Карлис (историк)
Карлис Ку́ндзиньш (латыш. Kārlis Kundziņš, в старых русских источниках Карл Кундзинь; 3 мая 1850, Сипельская волость (ныне Добельская волость) — 18 ноября 1937, Смилтене) — латвийский священник, историк латышской культуры.
В 1871—1875 годах учился богословию в Дерптском университете, где организовывал литературные вечера для студентов-латышей. В 1880—1920 гг. пастор в Смилтене.
Писал об Эрнсте Глюке (1873), Готхарде Фридрихе Стендере (1879) и Атисе Кронвалдсе (1905), Александре Вебере (1912). В 1870 году напечатал книгу рассказов «Кровь за кровь» (латыш. Asinis pret asinīm), публиковал статьи по латышской истории, философии и педагогике в «Балтийском вестнике».
В 1932 году освятил первый камень при закладке памятника Свободы в Риге.
Дети — теолог Карлис Кундзиньш и архитектор Паулс Кундзиньш.